# Sarawakodendron filamentosum
Sarawakodendron filamentosum är en benvedsväxtart som beskrevs av Ding Hou. Sarawakodendron filamentosum ingår i släktet Sarawakodendron och familjen Celastraceae. Inga underarter finns listade.